# Molophilus (Molophilus) denticulatus
Molophilus (Molophilus) denticulatus is een tweevleugelige uit de familie steltmuggen (Limoniidae). De soort komt voor in het Australaziatisch gebied.